# George Sørensen
George Sørensen (ur. 15 maja 1995 w Herning) – duński hokeista, reprezentant Danii.
Jego brat Marc Emil (ur. 1997) także został hokeistą.

## Kariera
- Herning U20 (2009-2012)
- Herning II (2010-2012)
- Herning Blue Fox (2012-2015)
- Frederikshavn White Hawks (2015-2016)
- Almtuna IS (2016-2017)
- Södertälje SK (2017-2019)
- Aalborg Pirates (2019-)

Wychowanek Herning IK. Od 2012 zawodnik seniorskiego zespołu Blue Fox w duńskiej Superlidze. W lipcu 2014 przedłużył kontrakt z klubem o rok. Od kwietnia 2015 zawodnik Frederikshavn White Hawks. Od 2016 zawodnik szwedzkiego klubu Almtuna IS w rozgrywkach HockeyAllsvenskan. Od maja 2017 był zawodnikiem Södertälje SK. W maju 2019 przeszedł do Aalborg Pirates.
W barwach juniorskich reprezentacji Danii uczestniczył w turniejach mistrzostw świata do lat 18 w 2012 (Elita), 2013 (Dywizja I, podczas turnieju w meczu 8 kwietnia 2013 przeciwko Francji zdobył gola), mistrzostw świata do lat 20 w 2012 (Elita), 2013 (Dywizja I), 2014 (Dywizja I), 2015 (Elita), mistrzostw świata w 2016, 2017, 2018 (Elita).

## Sukcesy
Reprezentacyjne
- Awans do MŚ do lat 18 Elity: 2013
- Awans do MŚ do lat 20 Elity: 2014

Klubowe
- Złoty medal mistrzostw Danii: 2012 z Herning Blue Fox
- Puchar Danii: 2012, 2015 z Herning Blue Fox
- Srebrny medal II ligi duńskiej: 2012 z Herning II
- Srebrny medal mistrzostw Danii: 2014 z Herning Blue Fox
- Brązowy medal mistrzostw Danii: 2016 z Frederikshavn White Hawks

Indywidualne
- Mistrzostwa świata do lat 18 w hokeju na lodzie mężczyzn 2013/I Dywizja:
  - Pierwsze miejsce w klasyfikacji skuteczności obron w turnieju: 95,56%[7]
  - Pierwsze miejsce w klasyfikacji średniej goli straconych na mecz w turnieju: 1,18
  - Pierwsze miejsce w klasyfikacji meczów bez straty gola w turnieju: 2
  - Najlepszy zawodnik reprezentacji na turnieju[8]
  - Najlepszy bramkarz turnieju[9]
- Superliga duńska w hokeju na lodzie (2013/2014):
  - Najlepszy zawodnik miesiąca - wrzesień/październik 2013
- Mistrzostwa Świata Juniorów w Hokeju na Lodzie 2014/I Dywizja:
  - Drugie miejsce w klasyfikacji skuteczności interwencji: 92,79%[10]
  - Drugie miejsce w klasyfikacji średniej goli straconych na mecz: 2,00
  - Najlepszy zawodnik reprezentacji na turnieju[11]
- Mistrzostwa Świata Juniorów w Hokeju na Lodzie 2015/Elita:
  - Jeden z trzech najlepszych zawodników reprezentacji na turnieju[12]
- Superliga duńska w hokeju na lodzie (2015/2016):
  - Najlepszy zawodnik miesiąca - listopad 2015